# Obârșia-Cloșani
Obârșia-Cloșani est une commune roumaine du județ de Mehedinți, dans la région historique de l'Olténie et dans la région de développement du Sud-Ouest.

## Géographie
La commune d'Obârșia-Cloșani est située au nord du județ, dans les Monts Mehedinți (Munții Mehedinți), à la limite avec le județ de Caraș-Severin, à 11 km à l'ouest de Baia de Aramă et à 76 km au nord de Drobeta Turnu-Severin, la préfecture du județ. Elle est traversée par la route nationale DN67D qui relie Târgu Jiu (județ de Gorj) et Băile Herculane (județ de Caraș-Severin).
La commune est composée des deux villages suivants (population en 2002) :
- Godeanu (213).
- Obârșia-Cloșani (913), siège de la municipalité.

## Histoire
La commune a fait partie du royaume de Roumanie dès sa création en 1878.

## Religions
En 2002, 92,98 % de la population étaient de religion orthodoxe et 6,30 % étaient baptistes.

## Démographie
En 2002, les Roumains représentaient la totalité de la population. La commune comptait 399 ménages et 430 logements.
La commune fait partie des très ares communes du județ qui ont vu leur population augmenter depuis 1989.
| 1992  | 2002  | 2007  |
| ----- | ----- | ----- |
| 1 106 | 1 126 | 1 141 |

## Économie
L'économie de la commune repose sur l'agriculture, l'élevage et l'exploitation forestière.